# Nils Persson i Vadensjö
Nils Persson i Vadensjö, född 2 oktober 1838 i Asmundtorp, Malmöhus län, död 16 augusti 1921 i Vadensjö, var en svensk lantbrukare och riksdagsman (lantmannapartist/frihandlare).
Persson var lantbrukare i Vadensjö. I riksdagen var han ledamot av andra kammaren 1885-1887 och 1891-1893 för Rönnebergs och Harjagers häraders valkrets. Han var också, till en början invald för mandatperioden 1888-1890, men efter slarv eller fusk från kommunalordföranden i Vadensjö som inte ordentligt redovisat alla valsedlar, underkände högsta domstolens elva av rösterna i valkretsen vilket gjorde att Jöns Andersson i Örstorp istället hade fått flest röster.